# Antheuil-Portes
Antheuil-Portes è un comune francese di 434 abitanti situato nel dipartimento dell'Oise della regione dell'Alta Francia.

## Società

### Evoluzione demografica
Abitanti censiti